# Moschea Fatih (Durazzo)
La moschea Fatih (in albanese: Xhamia e Fatihut) è una moschea ottomana di Durazzo, la seconda città dell'Albania. Sorge nel centro storico della città albanese, a pochi passi dalle mura veneziane.

## Storia e descrizione
La moschea Fatih fu costruita nel 1502, ossia un anno dopo la conquista ottomana della città di Durazzo, e fu intitolata al sultano Maometto II. Fu chiusa al culto dalle autorità comuniste nel 1967 e nel 1973 fu iscritta all'elenco dei monumenti culturali religiosi dell'Albania.
Il minareto fu distrutto in epoca comunista e ricostruito una volta crollato il regime. Nel 2011 è stata sottoposta ad un importante restauro finanziato dal Ministero della Cultura di Tirana e dalla Comunità islamica albanese. L'edificio presenta una pianta di forma rettangolare ed è sovrastato da un semplice tetto a quattro spioventi.